# Somotrichus unifasciatus
Somotrichus unifasciatus är en skalbaggsart som beskrevs av Pierre François Marie Auguste Dejean. Somotrichus unifasciatus ingår i släktet Somotrichus och familjen jordlöpare. Inga underarter finns listade i Catalogue of Life.